# Xã Stuart, Quận Holt, Nebraska
Xã Stuart (tiếng Anh: Stuart Township) là một xã thuộc quận Holt, tiểu bang Nebraska, Hoa Kỳ. Năm 2010, dân số của xã này là 876 người.